# فیلیپ سیمون
فیلیپ سیمون (انگلیسی: Philipp Simon؛ زادهٔ ۱۰ ژانویهٔ ۱۹۹۴) بازیکن فوتبال اهل آلمان است.
از باشگاه‌هایی که در آن بازی کرده‌است می‌توان به باشگاه فوتبال آلمانیا آخن اشاره کرد.